# Арнолд II фон Рандерат-Ерпрат
Арнолд II фон Рандерат-Ерпрат (на немски: Arnold II von Randerath und Erprath; * пр. 1358; † между 1 януари и 9 октомври 1390) от род Рандерат (Рандероде), е господар на Рандерат (днес част от Хайнсберг) и господар на Ерпрат.

## Произход
Той е син на Лудвиг III фон Рандерат († сл. 1364), господар на Ерпрат, и съпругата му Юта фон Ерпрат, наследничка на Ерпрат, дъщеря на Готфрид фон Ерпрат. Внук е на Арнолд I фон Рандерат († 1330) и първата му съпруга Катарина фон Бланкенхайм († 1308/1324), дъщеря на Герхард V фон Бланкенхайм († 1309) и Ирмезинда Люксембургска († сл. 1308). Сестра му Катарина фон Рандерат († 1352) е омъжена на 20 май 1347 г. за граф Дитрих V фон Мьорс, господар на Дидам († 1365).

## Фамилия
Арнолд II фон Рандерат-Ерпрат се жени 1358 г. за графиня Мария фон Сайн († сл. 1399), дъщеря на граф Йохан II фон Сайн († 1363) и Елизабет фон Юлих († сл. 1380). или дъщеря на граф Готфрид II фон Сайн-Хомбург-Фалендар († 1354) и втората му съпруга Мария фон Долендорф († сл. 1364/сл. 1365/1345). Те имат децата:
- Лудвиг фон Рандерат († 1390), неженен и бездетен
- Катарина фон Рандерат († ок. 1415), наследничка ма Линих, омъжена пр. 5 юни 1383 г. за граф Хайнрих II фон Насау-Байлщайн († 1412)
- Юта фон Рандерат († пр. 1407), наследничка на Ерпрат, омъжена пр. 21 май 1378 г. за граф Адолф фон Вирнебург († пр. 1391), родители на:
  - граф Рупрехт IV фон Вирнебург (* ок. 1377/1381; † пр. 5 май 1444)
- Мария фон Рандерат († сл. 9 септември 1414), омъжена пр. 21 февруари 1391 г. за Вилхелм ван Хорн († сл. 1395), родители на:
  - Мария ван Хорне († 1434), омъжена пр. 16 декември 1410 г. за Александер Стюарт, 12. еарл на Мар, адмирал на Шотландия († 25 юли 1435)